# Arturo Montero
Ismael Arturo Montero García (Ciudad de México, 15 de diciembre de 1961) arqueólogo mexicano, que ha descubierto 53 sitios con evidencias prehispánicas en las altas montañas de Mesoamérica, por lo que obtuvo el Premio Nacional al Mérito Forestal, por el Gobierno de México en el año 2002, Año Internacional de las Montañas, declarado por la Unesco. En 2009, dirigió la expedición que descubrió el sitio más alto en el mundo sobre la trayectoria del ecuador terrestre, ha publicado artículos científicos y libros que le han valido el reconocimiento de la Enciclopedia “Wielka Encyklopedia Gór i Alpinizmu” por su aportación al campo del alpinismo. 
Colaboró como espeleólogo en el proyecto Gran Acuífero Maya, proyecto que en 2018 recibió el reconocimiento público del Congreso de la Unión, por acuerdo de la LXIII Legislatura de la Cámara de Diputados. Actualmente se desempeña como director de la organización Ipan tepeme ihuan oztome (iTiO), ha impartido cátedra por 35 años en diferentes universidades públicas, privadas y recientemente en la Universidad del Ejército y la Fuerza Aérea, es director del Centro de Investigación y Divulgación de la Ciencia en la Universidad del Tepeyac.  Una vez concluida su estancia académica como investigador nacional en el Consejo Nacional de Ciencia y Tecnología (Conacyt), optó por dedicar sus esfuerzos por la conservación del patrimonio natural y cultural en la Comisión Nacional de Áreas Naturales Protegidas, en la oficina de asuntos bioculturales como Consultor de la Organización de las Naciones Unidas (ONU), hasta mediados del año 2025.

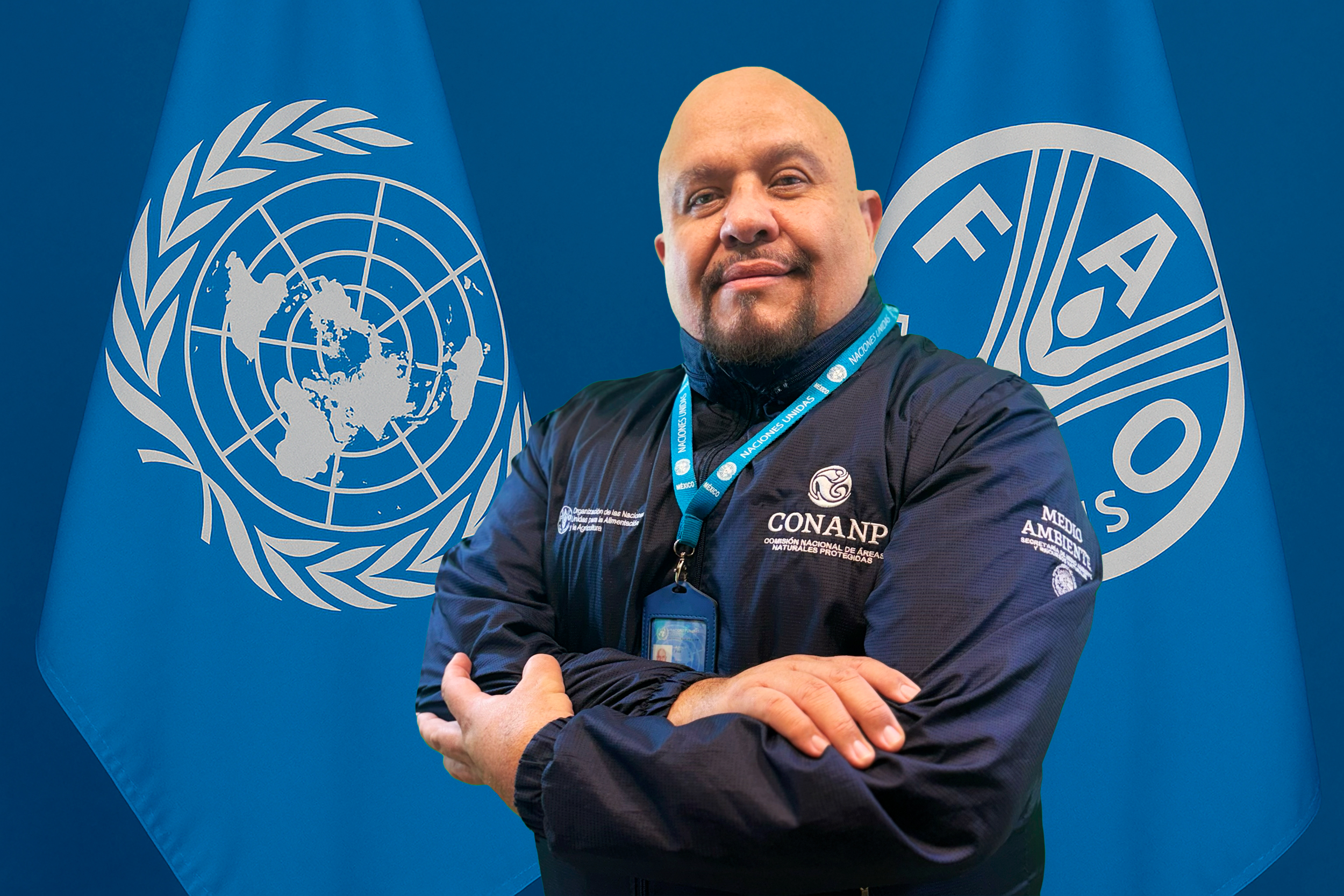
Entre 2022 y mediados de 2025, el doctor Arturo Montero dedicó sus esfuerzos a la conservación del patrimonio natural y cultural en la Comisión Nacional de Áreas Naturales Protegidas (SEMARNAT-CONANP) donde colaboró en asuntos bioculturales como consultor de la Organización de las Naciones Unidas para la Alimentación y la Agricultura.

## Biografía
Arturo Montero, desciende de una familia de varias generaciones de militares, su padre el mayor de artillería Alfonso Montero y su madre la teniente enfermera Luz Lidia García, es hijo único. Inicia sus estudios en el Colegio Salesiano. Posteriormente desde una perspectiva educativa diferente, cursó el bachillerato en el Colegio de Ciencias y Humanidades de la UNAM, en esta etapa de su vida, a los 17 años causó alta como socorrista en el servicio de ambulancias y emergencias de la Cruz Roja Mexicana. Después ingresa a la licenciatura en arqueología en la Escuela Nacional de Antropología e Historia donde se titula en 1988 con la tesis Iztaccíhuatl, arqueología en alta montaña, con mención honorífica. En el año 2000, termina la maestría en historia de México en la Facultad de Filosofía y Letras de la UNAM donde atiende el ámbito de la arqueología en cuevas, con la tesis Las formaciones subterráneas naturales en la historia de México, que mereció mención honorífica. Para el año 2005, culmina el doctorado en Antropología Simbólica por la Escuela Nacional de Antropología e Historia y se titula con mención honorífica con la tesis:  Los símbolos de las alturas. En el año 2006 es distinguido como investigador nacional del Conacyt ingresando con el nivel I. Para el año 2010, es becado por el mismo Conacyt con una estancia posdoctoral en la Universidad Iberoamericana, en la línea de investigación "Ambiente, sociedad y cultura en sociedades rurales". 

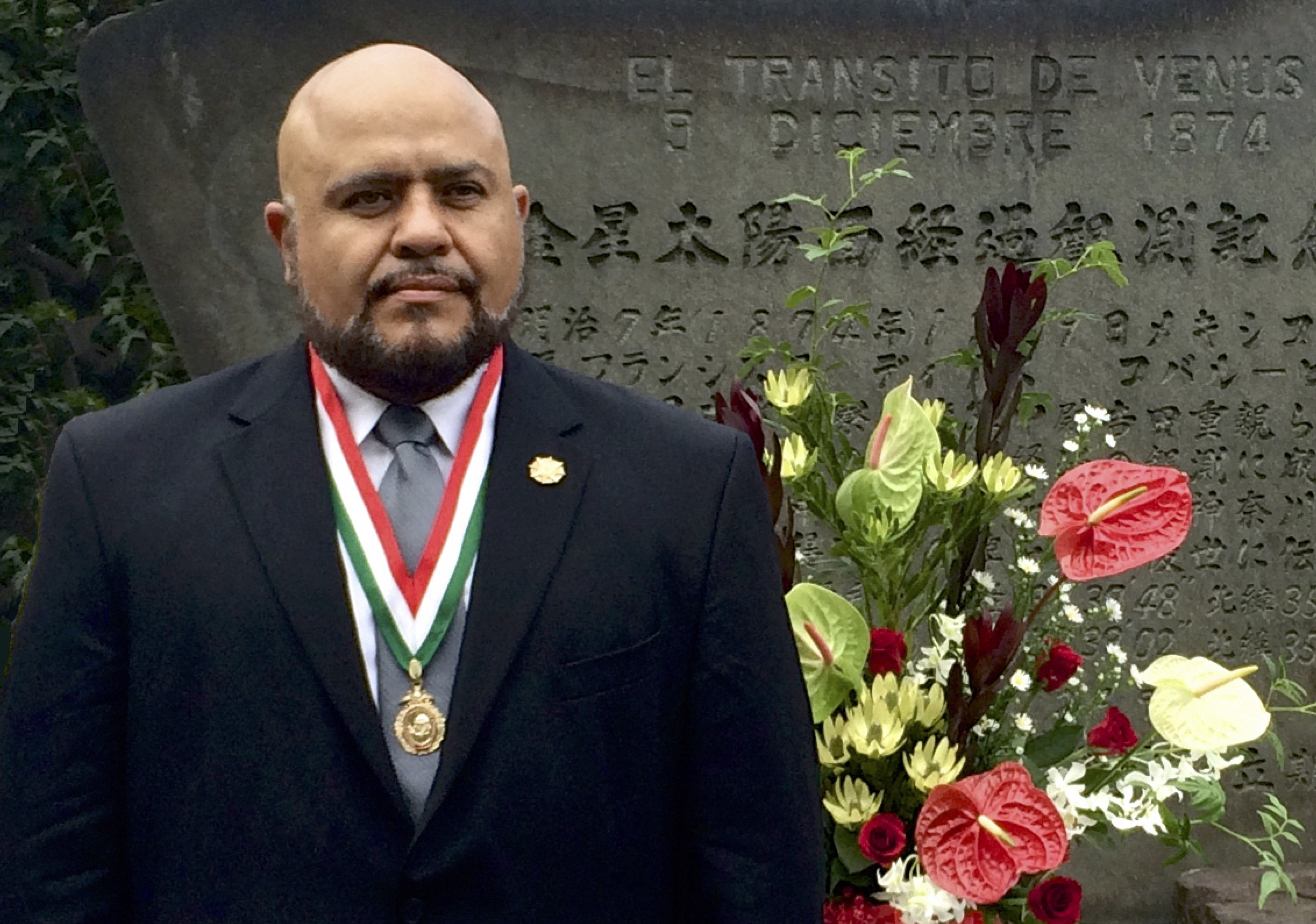
Conmemorando en Yokohama a la expedición astronómica mexicana de 1874 a Japón como miembro de la SMGyE, 2014.

En fechas recientes ha realizado investigaciones en el campo de la arqueoastronomía, proponiendo modelos de orientación que han sido publicados en medios académicos y de difusión como la revista National Geographic. Es autor de doce libros, ha coordinado siete más y ha escrito 75 artículos de investigación publicados en el país y el extranjero. Actualmente se desempeña como director del Centro de Investigación y Divulgación de la Ciencia de la Universidad del Tepeyac.

### Período en la Cruz Roja Mexicana

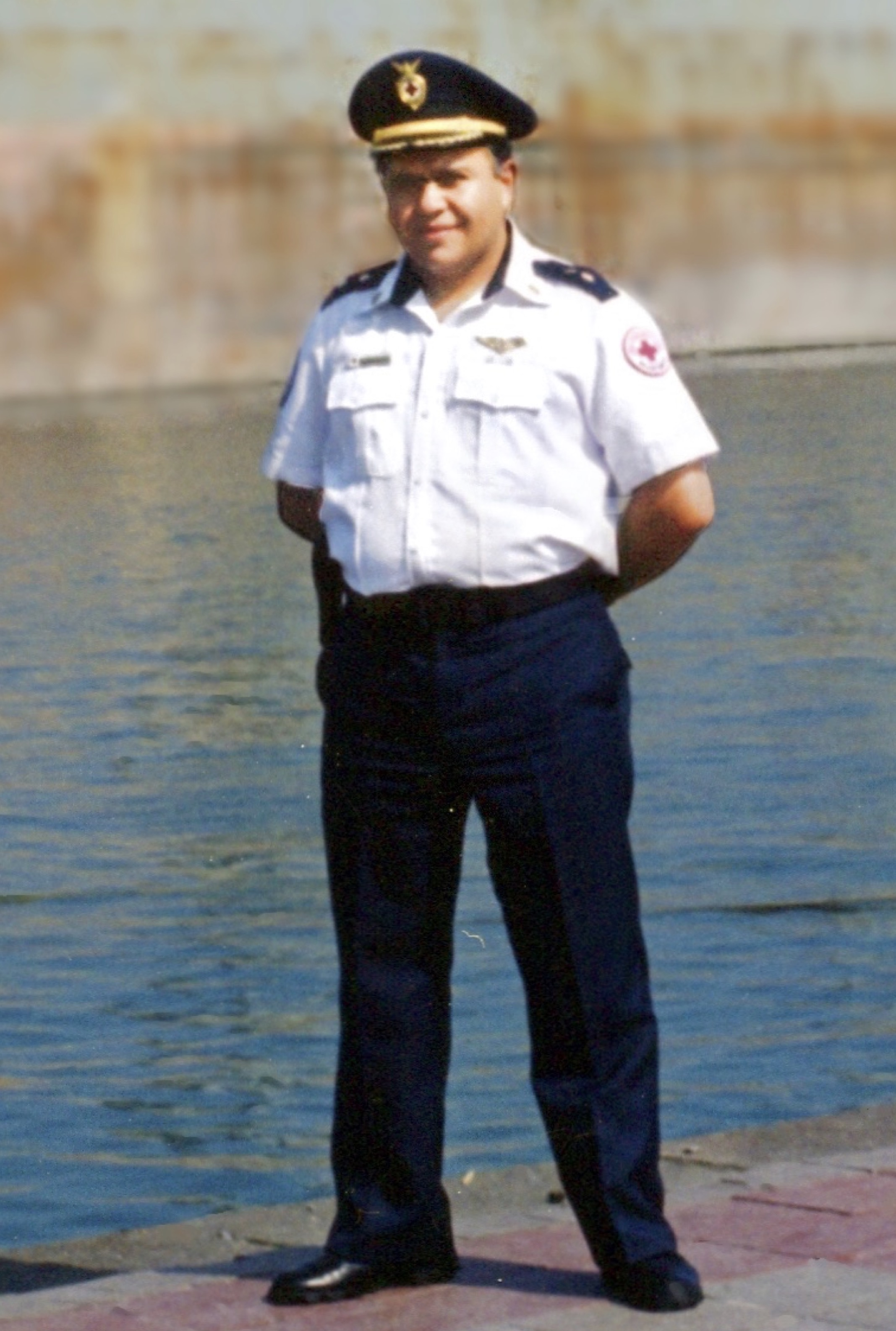
El comandante Arturo Montero con uniforme de guarnición durante los trabajos de la XXXIII Convención Nacional de la Cruz Roja en Veracruz, 1998.

Antes de iniciar sus estudios en arqueología ingresó a la Cruz Roja Mexicana como socorrista en el servicio de ambulancias y emergencias a la edad de 17 años. Se especializó desde un inicio en las técnicas de rescate en alta montaña y en rescate subterráneo (cavernas). En 1988, se graduó como paramédico por la Escuela Superior de Medicina del Instituto Politécnico Nacional. A la edad de 28 años, en 1989, alcanzó el grado de Comandante al ser designado director de la Escuela Nacional de Espeleología. Para 1995, se certificó como buzo de rescate por la Escuela Nacional Acuática. En 1999, fue nombrado Jefe de la Sección de Rescate en Alta Montaña. Para el año 2000, con sus más cercanos colaboradores fundó la Unidad Nacional de Rescate para Terrenos Agrestes, dedicada sobre todo al auxilio de comunidades vulnerables en regiones remotas durante casos de desastre. Su último operativo a cargo de una sección de rescate lo realizó en el año 2005. Actualmente, cuando una catástrofe sucede en el país, es requerido ocasionalmente por la Cruz Roja Mexicana para realizar la evaluación de daños y el análisis de necesidades durante un caso de desastre o una emergencia mayor.

### Período de exploración por montañas y cavernas
La trayectoria de Arturo Montero en la investigación arqueológica e histórica de alta montaña y espeleología, inició en 1985 con la excavación del sitio arqueológico de más altitud en la América septentrional, en la cumbre del volcán Iztaccíhuatl a 5,260 m s. n. m., desde entonces se ha desenvuelto principalmente en estos campos, incluyendo la exploración en terrenos agrestes, buceo y navegación de ríos. 
Ha dirigido expediciones a las principales simas y cimas de México, el Amazonas, los Andes, la Polinesia, los Alpes, Cuba, la Cordillera de las Cascadas, el desierto de Atacama y las Islas Galápagos. Dada su experiencia en investigación y documentación, ha sido profesor investigador de la Benemérita Universidad Autónoma de Puebla. Ha impartido cátedra en las universidades del Tepeyac, del Valle de México, Iberoamericana y Escuela Nacional de Antropología e Historia. También ejerció como profesor invitado de la Universidad Nacional de Salta en Argentina, y fue vicepresidente de la Unión Mexicana de Agrupaciones Espeleológicas (2002-2004). En el año 2007, fue codirector del Proyecto de Arqueología Subacuática en el Nevado de Toluca. Además, colaboró como miembro honorario del Comité Asesor para la Conservación de Materiales Arqueológicos de Santuarios Incaicos de Altura en Argentina y fue miembro vigente del registro de evaluadores del Conacyt hasta el año 2021. Actualmente es dictaminador ocasional de artículos científicos para el Instituto Nacional de Antropología e Historia y la Benemérita Universidad Autónoma de Puebla.

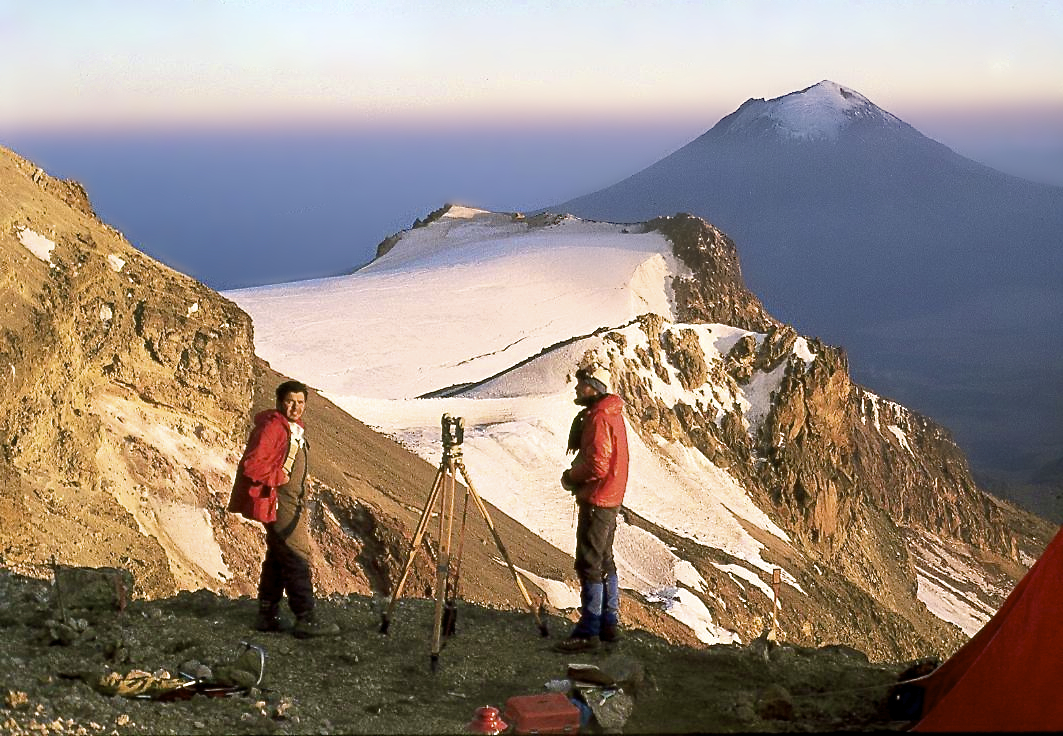
Iztaccíhuatl y Popocatépetl muestran sus glaciares desde el campamento arqueológico, en la cima de la Iztaccíhuatl en 1985. Izquierda Arturo Montero, derecha S. Iwaniszewski.

Las actividades de investigación, documentación y conservación del patrimonio cultural y natural lo han llevado a ser parte en su momento de: la Sociedad Mexicana de Geografía y Estadística; la Asociación Mexicana de Mastozoología; la Sociedad Mexicana de Historia de la Ciencia y la Tecnología; la National Cave Rescue Commission of the National Speleological Society; y la Society for American Archaeology.

### Período con Ipan tepeme ihuan oztome
Desde el año 2005 coordina la organización Ipan tepeme ihuan oztome, la cual se dedica a la difusión de la cultura científica, orientada a temas propios de la arqueología, la astronomía, la historia y la antropología, todos vinculados al cuidado del patrimonio cultural y natural que busca fomentar el valor de la cultura científica. Esta organización se encuentra conformada por un grupo de profesionales dedicados a la investigación desde diversas áreas del conocimiento.
Como parte de esta organización, en el año 2009, Arturo Montero dirigió la Expedición 0°φ / 0 °C que descubrió el lugar a más altitud en el mundo por donde cruza la línea ecuatorial. En el año 2012, durante la expedición al cenote de Holtún, se realizaron  observaciones arqueoastronómicas sobre El Castillo, pirámide principal de Chichén Itzá, encontrando que la misma está orientada hacia el paso cenital del Sol, para fungir como un marcador astronómico con el que los mayas ajustaban su calendario. En el mes de agosto de 2013 la revista National Geographic publicó este modelo geométrico astronómico de orientación.

## Divulgación de la cultura científica
La astronomía, matemáticas, geometría y arquitectura fueron los máximos logros de la ciencia indígena. El doctor Arturo Montero tiene por objetivo alcanzar al amplio público para compartir los alcances del conocimiento prehispánico que sorprendiera a Europa y el mundo desde el siglo XVI, y que actualmente atrae a millones de turistas que se maravillan al visitar los sitios arqueológicos de México.
El objetivo es utilizar las nuevas tecnologías como el scáner LiDAR y la fotogrametría digital para elaborar modelos en 3D, producir programas de televisión utilizando animaciones y recursos multimedia, así como ponencias y publicaciones en redes sociales para fomentar el conocimiento fuera de los reductos académicos que excluyen a todos aquellos que no son especialistas, es un proyecto inclusivo que consiente en que el saber llegue a todos para forjar una “cultura científica popular”. 
Ha incursionado recientemente en los medios de comunicación como conductor de televisión y radio, y también colaborador con reportajes culturales para la prensa escrita del país. 

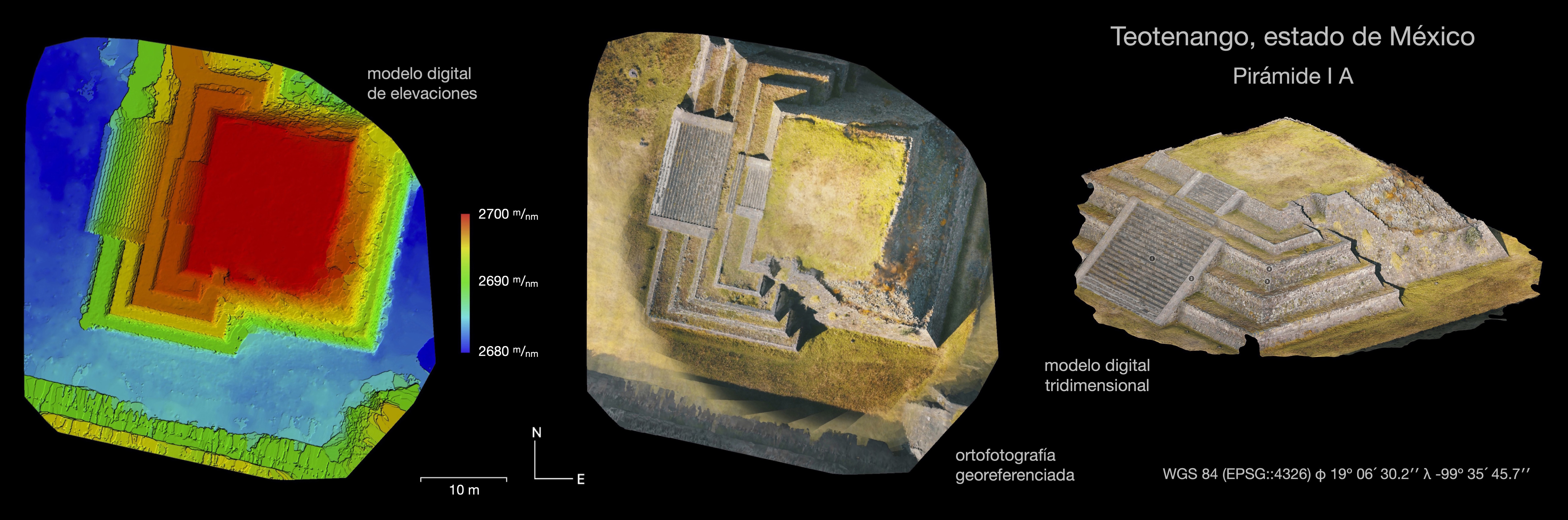
Arturo Montero utilizando imágenes en alta resolución de un vehículo aéreo no tripulado (dron), obtiene productos como la fotogrametría digital georreferenciada para el estudio y divulgación del conocimiento arqueológico.

## Premios y distinciones

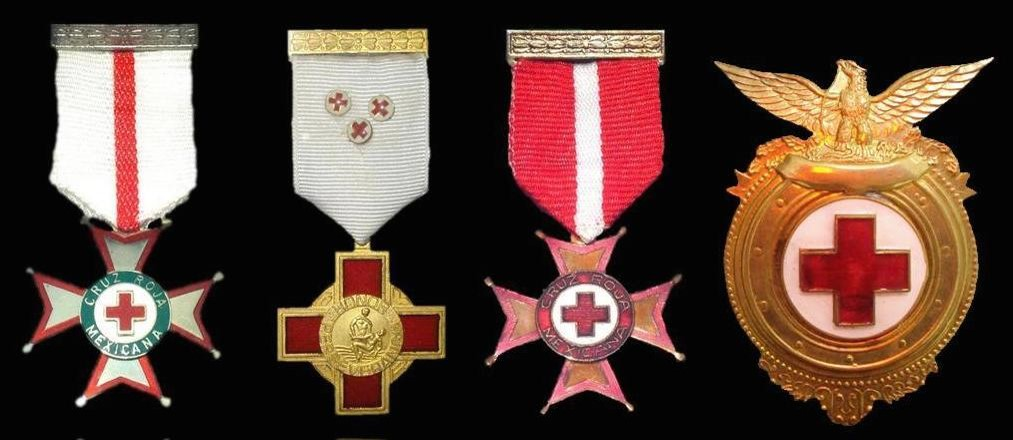
Distinciones otorgadas por la Cruz Roja Mexicana al comandante Arturo Montero, en sus 27 años de servicio.

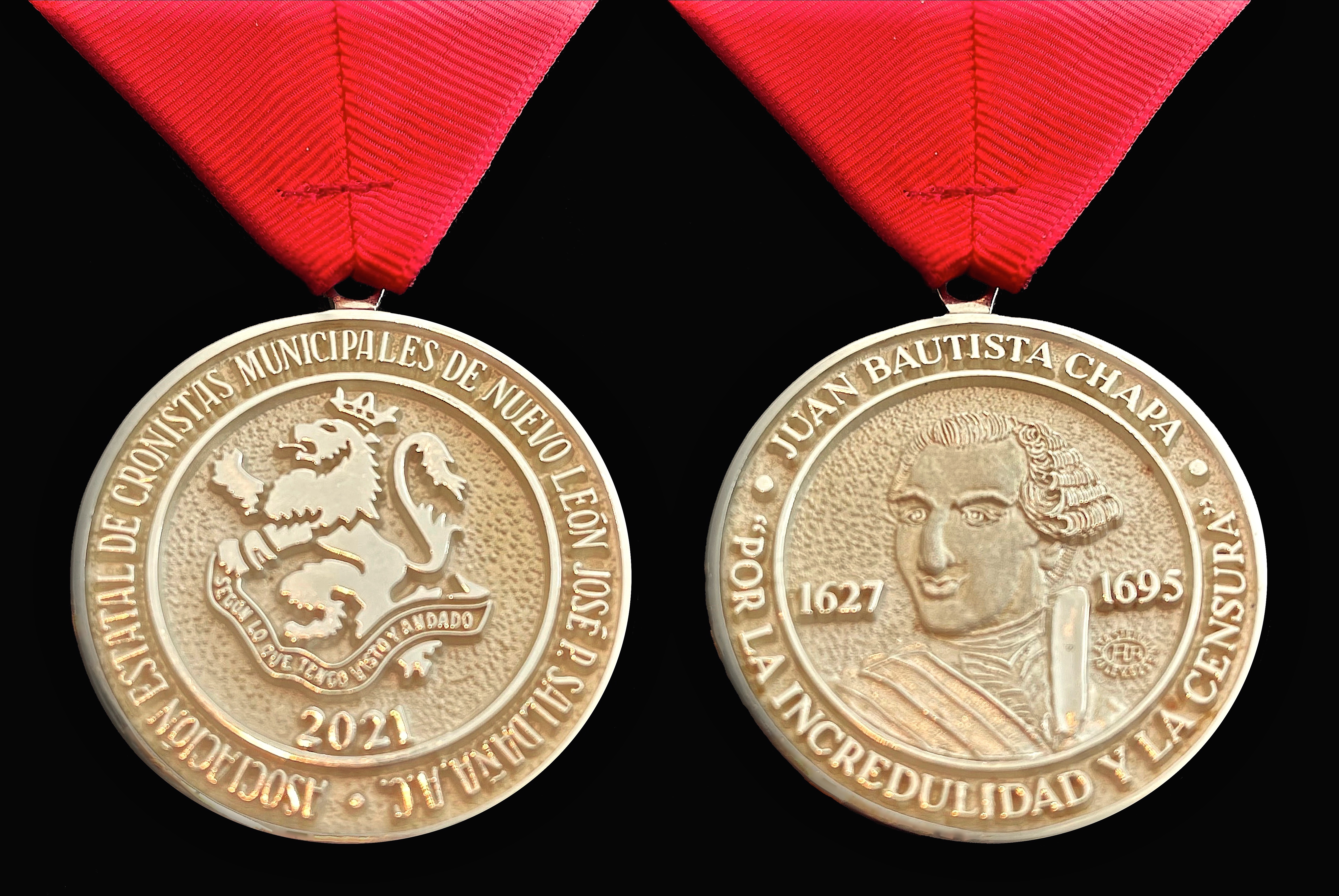
Medalla al Mérito por la Conservación y Fortalecimiento del Patrimonio Integral de la Humanidad, conferida al doctor Arturo Montero, 2021.

- 2023 Reconocimiento al Mérito Docente por su destacada labor académica en el posgrado en la Universidad del Tepeyac.
- 2022 Premio de la Red de Educación Continua de Latinoamérica y Europa en la categoría Internacionalización de Educación Continua, al equipo académico del proyecto "Tláloc, el jaguar y la serpiente: arte y arqueología en la América indígena" del Instituto de Investigaciones Estéticas de la Universidad Nacional Autónoma de México.
- 2022 Reconocimiento al Mérito Docente por su destacada labor académica en el posgrado en la Universidad del Tepeyac.
- 2021 Recipiendario de la Medalla al Mérito por la Conservación y Fortalecimiento del Patrimonio Integral de la Humanidad Juan Bautista Chapa, en la categoría Internacional, otorgada por la Asociación Estatal de Cronistas Municipales de Nuevo León.
- 2018 Reconocimiento público que el Congreso de la Unión, por acuerdo de la LXIII Legislatura de la Cámara de Diputados, otorga al equipo de investigadores y exploradores del Proyecto Gran Acuífero Maya.[10]
- 2016 Premio Alpino Presidentes, Benemérita Academia Mexicana de Montañismo.
- 2012 Distinción Karol Wojtyła, por trascendente trayectoria académica, Universidad del Tepeyac.
- 2008 Premio Estatal para la Conservación, Secretaría de Medio Ambiente, Gobierno del Estado de México.
- 2002 Premio Nacional al Mérito Forestal, Secretaría de Medio Ambiente y Recursos Naturales, Año Internacional de las Montañas declarado por la Unesco.[11]
- 2000 Grado Medalla de Plata de la Orden de Honor y Mérito, Cruz Roja Mexicana.
- 1999 Premio Nacional al Mérito, Cruz Roja Mexicana.
- 1999 Grado Medalla de Bronce de la Orden de Honor y Mérito, Cruz Roja Mexicana.
- 1997 Reconocimiento, Junta de Asistencia Privada para el Distrito Federal por 15 años de servicio altruista.
- 1997 Primer lugar, por mejor página web, Segundo Concurso Internet México.
- 1990 Condecoración de Perseverancia, Cruz Roja Mexicana.

## Expediciones y exploraciones
- 2025 Prospección arqueológica en el Valle de Teotihuacán, con el ascenso a 20 cimas.
- 2024 Expedición astronómica Toltecayotl a la Zona del Silencio para registrar el eclipse total de Sol del 8 de abril de 2024.
- 2018 Colaboración en el Proyecto Gran Acuífero Maya, coordinado por Guillermo de Anda con trabajos de arqueología del paisaje y arqueoastronomía.
- 2018 Registro topográfico del patrimonio cultural de la alta montaña en Mesoamérica utilizando una aeronave pilotada a distancia y tecnología de fotogrametría digital sin intervenir en los sitios, Conanp-Sociedad Mexicana de Geografía y Estadística.
- 2017 Poyauhtlan, expedición arqueológica al Pico de Orizaba con el descubrimiento de un trascendente adoratorio prehispánico de alta montaña.[12]
- 2014 Expedición arqueoastronómica al Monte Fuji. En conmemoración del “Año del Intercambio México-Japón”.[13]
- 2012 Expedición al cenote de Holtún. Logística y armado para trabajo vertical para un proyecto de espeleo-buceo y arqueología para National Geographic.[14]

- 2009 Expedición 0°φ/0°C (Expedición cero grados latitud, cero grados centígrados). Alcanzando el descubrimiento del sitio a mayor altitud en el mundo por donde cruza la línea del ecuador terrestre, república del Ecuador del 14 de septiembre al 2 de octubre.

- 2009 Exploración en el archipiélago de las Galápagos. Reflexiones desde la antropología social respecto al conflicto ecológico y las vías de solución, república del Ecuador del 1 al 8 de junio.

- 2009 Misión arqueoastronómica mexicana. Realización de cálculos astronómicos del sitio arqueológico cerro Catequilla, para el Instituto Nacional de Patrimonio Cultural, república del Ecuador, del 27 al 30 de mayo de 2009, Año Internacional de la Astronomía.

- 2002 Prospección arqueológica de la cima del Cerro Negro o Malcante de 5150 m s. n. m., cordillera Oriental Andina, Argentina, noviembre 19.

- 1999 Prospección de una ruta de aproximación terrestre al Cabo Froward en el Estrecho de Magallanes, punto continental más meridional del continente americano, en colaboración con el cuerpo de socorristas de la Cruz Roja Chilena, filial Punta Arenas. Región Antártica chilena.

- 1999 Espeleoantropología. Prospección de las cavernas Ana Te Pora y Ana Te Pahu en la Polinesia, isla de Rapa Nui, Pascua.

- 1997 Alta Montaña, travesía en glaciales y práctica de esquí alpino en Europa: ladera sur del monte Mönch y en Jungfraujoch, en los Alpes suizos; en el glaciar Mer de Glace, Chamonix Francia; y en Italia en el Pico Helbronner.

- 1996 Expedición Andina Amazónica de la Cruz Roja Mexicana. Travesía en selva y trabajos de navegación parcial; prospección en los ríos Amazonas, Nanay, Napo, Momon, Marañón y Ucayali con un recorrido de 1,000 km en los países de Perú, Colombia y Brasil; trabajos cartográficos con el amarre del nacimiento del río Amazonas. En alta montaña, escalada en hielo y descenso a grietas en el glaciar Viejo del Huayna Potosí en la Cordillera Real de los Andes, Bolivia. Ascensionismo al Pico Chacaltaya en la Cordillera Real de los Andes, Bolivia. Travesía en zonas áridas en las inmediaciones de Nazca, Departamento de Ica, Perú.

- 1996 Exploración navegación y prospección del río Santa María, Huasteca Potosina. Recorridos de rápidos de clase IV. Participantes: Asociación de Montañismo y Exploración de la UNAM y Cruz Roja Mexicana.

- 1996 Exploración y prospección a la Zona del Silencio (Chihuahua, Coahuila, Durango). Escuela Nacional de Espeleología de la Cruz Roja Mexicana.

- 1995 Proyecto espeleoarqueológico interdisciplinario Tekax '95. Participantes: Sociedad Yucateca de Espeleología, Cruz Roja Mexicana delegaciones D. F., Mérida y Tekax, y Escuela Nacional de Antropología e Historia.

- 1994 Prospección arqueológica del Pico de Orizaba con la colaboración de las Escuelas Nacionales de Alta Montaña y Espeleología de la Cruz Roja Mexicana, y alumnos de la Escuela Nacional de Antropología e Historia.

- 1993 Descenso al Sótano del Barro, Querétaro, en su época, primer tiro vertical absoluto más profundo del mundo, Escuela Nacional de Espeleología y Sección de Rescate Subterráneo de la Cruz Roja en San Luis Potosí.

- 1992 Prospección espeleológica al karso Cubano, Viñales, Cuba. Cruz Roja Mexicana, Escuela Nacional de Espeleología.

- 1991 Ascenso al Monte Hood, Oregon, EE. UU. Club de Exploraciones de México A. C.

- 1991 Descenso a los sótanos de Golondrinas (376 m) y Huahuas (202 m), Escuela Nacional de Espeleología y Sección de Rescate Subterráneo de la Cruz Roja en San Luis Potosí.

- 1990 Prospección al karso en Tekax, Yucatán. Escuela Nacional de Espeleología de la Cruz Roja Mexicana delegaciones Mérida, Tekax y Tizimín.

- 1990 Prospección subacuática a cenotes en Yucatán. Escuela Nacional de Espeleología y Sección de Rescate Acuático del Distrito Federal de la Cruz Roja Mexicana.

- 1990 Apoyo logístico al proyecto espeleopaleontológico San Josecito del INAH y de la Universidad de Texas, Nuevo León.

- 1987-1980 Espeleología, prospección en la región de Cacahuamilpa y Taxco en varias temporadas por parte de la Escuela de Montaña de la Cruz Roja Mexicana delegación Naucalpan y posteriormente con la Escuela Nacional de Espeleología. Algunas de las espeluncas exploradas: resumidero de La Joya, cuevas del Gavilán I y III, sótano Ibarra, Poza Meléndez, cueva de Coatepec de Harinas, resumidero de Acuitlapán, etc. Además de diferentes servicios de emergencia en los ríos subterráneos Chontacuatlán y San Jerónimo.

- 1985 Permanencia alpina en la cumbre del Iztaccíhuatl por un lapso de 11 días como parte del Proyecto de Arqueología de Alta Montaña, Instituto de Investigaciones Antropológicas, UNAM.

- 1980 Descenso al sótano de San Agustín, Oaxaca, uno de los sistemas subterráneos más profundos del mundo. Rescate de dos espeleólogos de la Expedición Polaca a México. Actividad efectuada a 700 m de profundidad en la denominada "Ruta 68".

- 1979 Descenso al Sótano de las Golondrinas, San Luis Potosí. Tercer tiro vertical absoluto más profundo del mundo, Cruz Roja Mexicana delegación Naucalpan.

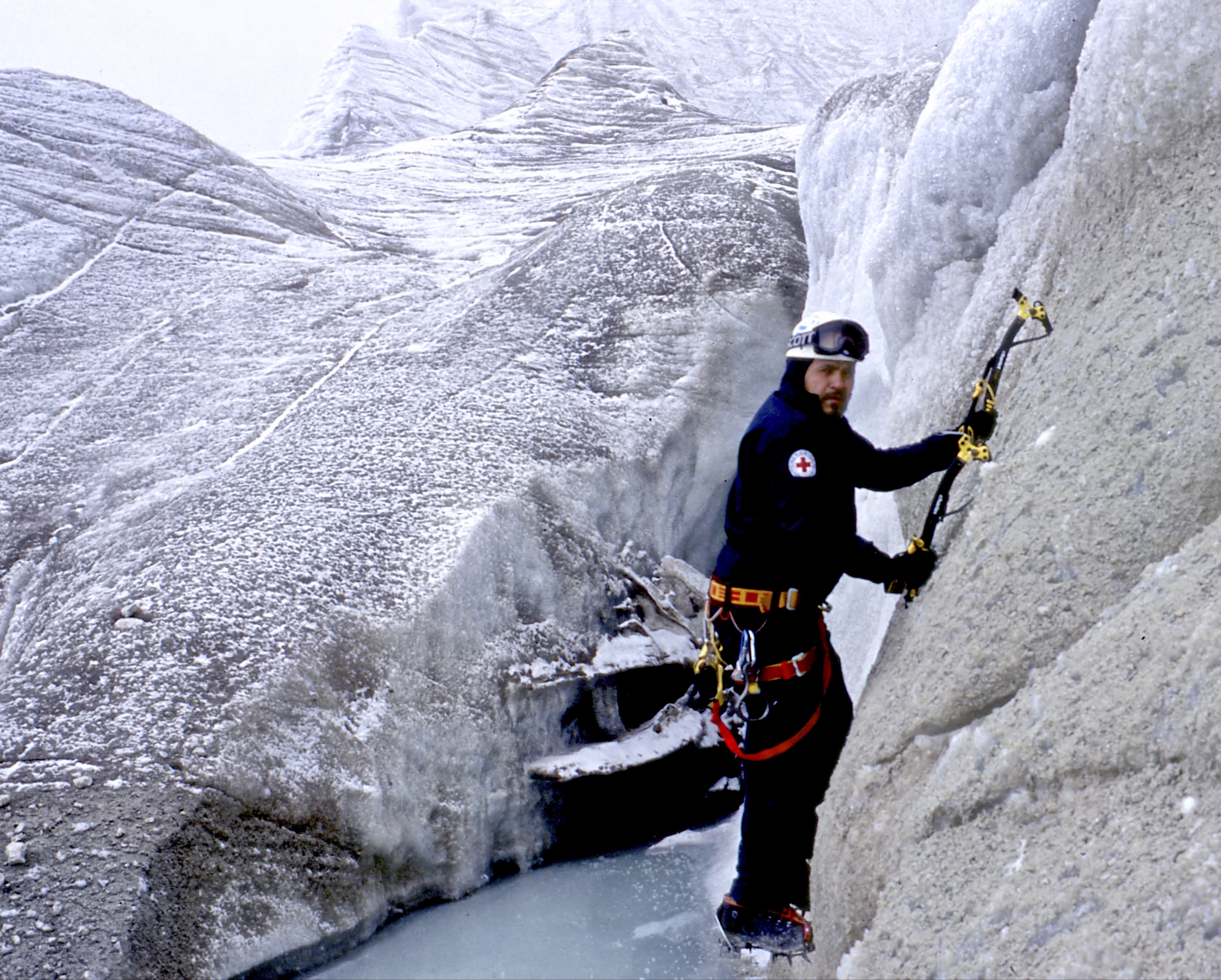
Arturo Montero escalando el glaciar Viejo del Huayna Potosí, durante la Expedición Andina Amazónica de la Cruz Roja Mexicana en 1996.

## Publicaciones
Es autor de doce libros, ha coordinado siete más y ha escrito mas de 75 artículos de investigación publicados en el país y el extranjero, esta es su obra más relevante:
- 2025 Astronomía, arquitectura, geometría y geografía en Teotihuacan, editado por la Universidad del Tepeyac e iTiO Ediciones.
- 2025 Entre el cielo y el lago: La fundación de México-Tenochtitlán, editado por la Universidad del Tepeyac e iTiO Ediciones.
- 2023 La astronomía en Mesoamérica, editado por Ipan tepeme ihuan oztome, Naucalpan.[15]
- 2022 El Lago de Texcoco y México Tenochtitlán: 1519-1521, editado por Universidad del Tepeyac, Semarnat-Conanp, Ciudad de México.[16]
- 2020 El Santuario del Fuego, editado por la Alcaldía de Iztapalapa, Ciudad de México.[17]
- 2020 Cocotzin: Nuestra Señora de Los Remedios, editado por la Universidad del Tepeyac, Ciudad de México.[18]
- 2016 Explorando Tlaxcala, editado por el Gobierno del estado de Tlaxcala, Tlaxcala.[19]
- 2015 Chichén Itzá. Arquitectura, geometría y astronomía, editado por Ipan tepeme ihuan oztome, Naucalpan.[20]
- 2013 El sello del Sol en Chichén Itzá, editado por la Fundación Armella Spitalier, México, D. F.[21]
- 2012 Matlalcueye. El volcán del alma tlaxcalteca, editado por el Gobierno de Tlaxcala – SEP Tlaxcala, México, D. F.[22]
- 2011 Nuestro patrimonio subterráneo. Historia y cultura de las cavernas en México, editado por el Instituto Nacional de Antropología e Historia, México, D. F.[23]
- 2010 En el vértice del Ecuador, editado por Ipan tepeme ihuan oztome, México, D. F.[24]
- 2009 Las aguas celestiales. Nevado de Toluca, editado por el Instituto Nacional de Antropología e Historia, Subdirección de Arqueología Subacuática, México, D. F.[25]
- 2009 La montaña en el paisaje ritual, editado por la UNAM, Instituto Nacional de Antropología e Historia y Benemérita Universidad Autónoma de Puebla, primera edición (2001), segunda edición (2007), reimpresión de la segunda edición (2009), México, D. F.[26]
- 2008 Mapa de Cuauhtínchan II. Entre la ciencia y lo sagrado, editado por la Mesoamerican Research Foundation, México, D. F.[27]
- 2004 Atlas arqueológico de la alta montaña mexicana, Secretaría de Medio Ambiente y Recursos Naturales, México, D. F.[28]
- 2003 Taller básico de rescate agreste, editado por la Cruz Roja Mexicana, primera edición (2000), reimpresión (2003), México, D. F.[29]
- 2002 Huizachtepetl. Geografía sagrada de Iztapalapa, editado por la Delegación Iztapalapa del Distrito Federal, México.[30]
- 2000 Tepeyac. Estudios históricos, editado por la Universidad del Tepeyac, México, D. F.[31]
- 1998 Los Volcanes, símbolo de México, editado por el Gobierno del Distrito Federal, México.[32]

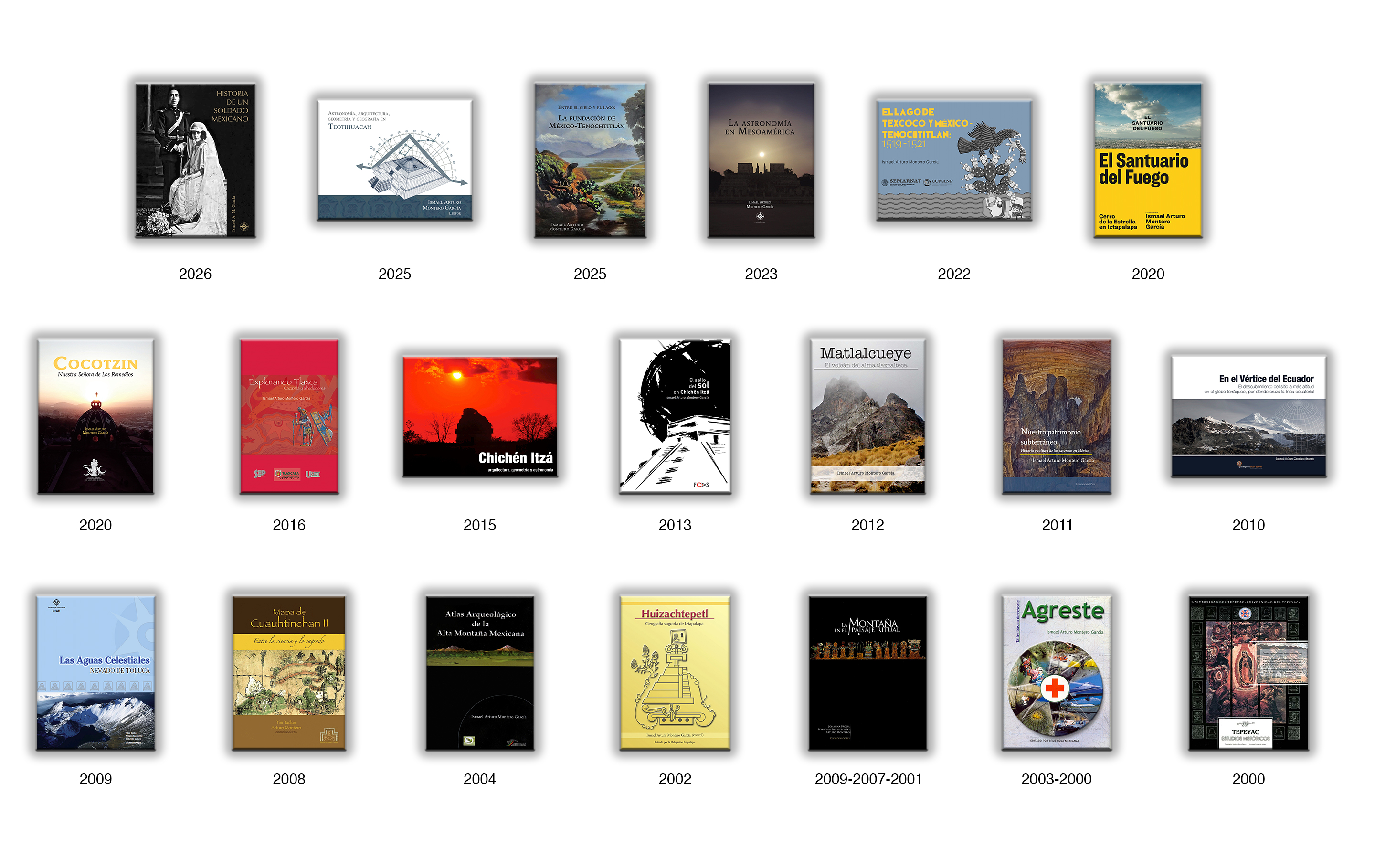
Portadas de los libros publicados por Arturo Montero como autor o coordinador.